# Li Xianglan
Li Xianglan  (大鷹 淑子?, Ōtaka Yoshiko) (cinese tradizionale: 李香蘭; cinese semplificato: 李香兰; pinyin: Lǐ Xīanglán; nome inglese: Shirley Yamaguchi; Fushun, 12 febbraio 1920 – Tokyo, 7 settembre 2014) è stata una cantante, attrice, conduttrice televisiva, politica giapponese naturalizzata cinese, divenuta una delle Sette Grandi Star del Canto negli anni 1940. Ha sviluppato la sua carriera in Cina, Giappone, Hong Kong e Stati Uniti d'America. Negli anni 1970 è stata eletta membro del parlamento giapponese, incarico che ha ricoperto per diciotto anni.

## Biografia

### Origini
Yoshiko Ōtaka è nata con il nome di Yoshiko Yamaguchi (山口 淑子?) da genitori giapponesi (il nome del padre era Yamaguchi Fumio; 山口 文雄) allora residenti a Fushun, in Manciuria.
Yamaguchi Fumio era operaio della South Manchuria Railway, e quindi sin da giovanissima età Yoshiko ha vissuto in un'area cinese. Yamaguchi Fumio aveva alcuni conoscenti cinesi influenti, che come usanza del tempo divennero "padrini" di Yoshiko e le diedero due nomi cinesi, Li Xianglan (caratteri cinesi: 李香蘭) e Pan Shuhua (caratteri cinesi: 潘淑華. Shu di Shuhua e Yoshi di Yoshiko sono scritti con lo stesso carattere cinese tradizionale/kanji). All'avvio della sua carriera, Yoshiko usò il suo primo nome cinese come nome d'arte.
La cantante ricevette inizialmente una formazione vocale classica da un soprano drammatico italiano, entrato grazie al matrimonio nella nobiltà russa bianca. Più tardi Yoshiko frequentò gli anni scolastici a Pechino, perfezionando il suo cinese e abitando con la famiglia Pan, conoscente del padre, dove usò il nome di Pan Shuhua.

### Carriera in Cina

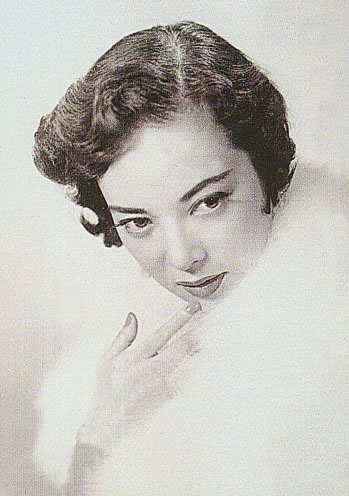
Li Xianglan nel 1940

Yoshiko ha esordito come attrice e cantante nel film del 1938 Honeymoon Express (蜜月快車), della Manchuria Film Production. È stata lì accreditata come Li Xianglan, nome pronunciato in giapponese Ri Kōran. L'adozione di un nome d'arte cinese è stato dovuto alle motivazioni politiche ed economiche della compagnia cinematografica, che ricercava una ragazza mancese che sapesse parlare fluentemente sia il cinese sia il giapponese. Grazie al suo primo film, iniziò ad assumere il ruolo di ambasciatrice di benevolenza giapponese-mancese (日満親善大使). Nonostante iniziò a essere accreditata quasi sempre come Li Xianglan, apparse in alcuni dei suoi film con il nome di nascita Yamaguchi Yoshiko.
Il film del 1940 Chinese Nights (in lingua giapponese: 支那の夜), conosciuto anche come Shanghai Nights (in giapponese: 上海の夜), della Manchuria Film Productions, è particolarmente controverso in quanto Yoshiko interpreta una donna cinese di ideali estremamente anti-giapponesi che si innamora in un uomo giapponese. Il film fu accolto con grande avversione dal pubblico cinese, in quanto esso vedeva la donna cinese rappresentata con un tratto di degradazione e inferiorità. Anni dopo, Yoshiko si scusò con dei giornalisti a Shanghai citando come scusa la sua inesperienza giovanile, ma scelse di non rivelare ancora la sua nazionalità giapponese. Sebbene la sua nazionalità non fu rivelata in Cina fino agli anni dopo la guerra sino-giapponese, in Giappone essa era stata portata a conoscenza del pubblico dopo un'esibizione della cantante nell'isola, sebbene lei si fosse presentata con il suo nome cinese.
Nel 1942, Yoshiko apparve nel film Leaving a good name for posterity (萬世流芳), girato a Shanghai in memoria del centenario della guerra dell'oppio. Il film era di natura anti-britannica, e una collaborazione tra compagnie cinematografiche cinesi e giapponesi, ma il suo tono anti-colonizzazione può essere interpretato come una satira verso il desiderio d'espansione giapponese in Asia. Le canzoni tema del film sono state cantate da Yoshiko, dei mix di jazz/pop strumentale intitolati Candy-peddling song (賣糖歌) e Quiting (opium) song (戒煙歌), che contribuirono a migliorare il suo nome di cantante. Molte sue canzoni, registrate durante il periodo di Shanghai, divennero dei classici nella storia della musica pop cinese.

### Giappone, Stati Uniti e Hong Kong
Alla fine della seconda guerra mondiale è stata arrestata dal governo cinese con le accuse di tradimento verso lo Stato e collaborazione con i giapponesi. È stata assolta da tutte le accuse quando è stato provato che non era di nazionalità cinese, e quindi non accusabile di tradimento. Nel 1946 si stabilì in Giappone, dove riprese la carriera di attrice sotto il nome di Yoshiko Yamaguchi. Negli anni 1950 iniziò a usare il nome d'arte Shirley Yamaguchi a Hollywood e Broadway, negli Stati Uniti, e apparve in diversi film prodotti a Hong Kong. Tornò in Giappone e si ritirò dal mondo dello spettacolo nel 1958, per poi riapparire come conduttrice televisiva di talk show. Nel 1969 è diventata conduttrice del programma televisivo The Three O'Clock You (Sanji no anata), che forniva notizie sulla Palestina e sulla guerra del Vietnam.
Nel 1974, è stata eletta parlamentare alla Camera dei consiglieri (la Camera più alta del Parlamento giapponese), nella quale ha servito per 18 anni, corrispondenti a tre mandati. Ha partecipato alla stesura del libro Ri Koran, Watashi no Hansei (Metà della mia vita come Ri Koran). È stata vicepresidente del Fondo Asiatico delle Donne. Ōtaka era considerata da molti cinesi una spia giapponese e traditrice, tuttavia non poteva essere considerata una traditrice cinese, in quanto giapponese di nascita. Il fraintendimento del popolo è dovuto al fatto che Ōtaka si è fatta passare per cinese per tutti gli anni 1930 e 1940, e ha reso pubblica la sua vera nazionalità solo nel periodo del dopoguerra, quando ha dovuto dichiarare di essere giapponese per non essere etichettata come traditrice dei cinesi. In un'intervista, l'attrice ha espresso il suo senso di colpa verso il popolo cinese. È morta a Tokyo il 7 settembre 2014 all'età di 94 anni.

## Nomi
È stata accreditata come Shirley Yamaguchi nei film di Hollywood House of Bamboo (1955) e Japanese War Bride (1952). Una volta è stata soprannominata la Judy Garland giapponese.
Viene accreditata con diversi nomi nelle produzioni cinematografiche:
- Li Hsiang-lan
- Li Hsiang Lan
- Ri Koran
- Li Xiang Lan
- Hsiang-lan Li
- Xianglan Li
- Li Xianglan
- Yoshiko Yamaguchi

## Filmografia
| Anno | Titolo                                    | Ruolo               |
| ---- | ----------------------------------------- | ------------------- |
| 1958 | The Unforgettable Night                   | Ge Qiuxia           |
| 1958 | A Holiday in Tokyo                        | May Kawaguchi       |
| 1958 | Ankoru watto monogatari utsukushiki aishu |                     |
| 1957 | The Lady of Mystery                       |                     |
| 1957 | Robert Montgomery Presents                | Hana                |
| 1957 | The Enemy                                 | Hana                |
| 1956 | The Legend of the White Serpent           | Madam White         |
| 1956 | Navy Wife                                 | Akashi              |
| 1955 | La casa di bambù                          | Mariko              |
| 1955 | Jin ping mei                              | Pan Jinlian         |
| 1954 | The United States Steel Hour              | Presento            |
| 1953 | The Last Embrace                          | Yukiko Nogami       |
| 1952 | Fuun senryobune                           |                     |
| 1952 | Woman of Shanghai                         | Li Lili (cantante)  |
| 1952 | Sword for Hire                            | Oryo                |
| 1952 | Foghorn                                   |                     |
| 1952 | Japanese War Bride                        | Tae Shimizu         |
| 1950 | Scandalo                                  | Miyako Saijo        |
| 1950 | Escape at Dawn                            | Harumi              |
| 1949 | Repatriation                              |                     |
| 1949 | Design of a Human Being                   |                     |
| 1948 | The Bright Day of My Life                 |                     |
| 1948 | Koun no isu                               |                     |
| 1944 | Yasen gungakutai                          | Ai Ran              |
| 1944 | Watashi no uguisu                         |                     |
| 1943 | Chikai no gassho                          |                     |
| 1943 | Sayon's Bell                              |                     |
| 1943 | Fighting Street                           |                     |
| 1942 | Ying chun hua                             |                     |
| 1942 | Wan shi liu fang                          |                     |
| 1941 | Suchow Night                              |                     |
| 1941 | Kimi to boku                              |                     |
| 1941 | Tie xie hui xin                           |                     |
| 1940 | Vow in the Desert                         | Li Fangmei          |
| 1940 | Monkey Sun                                | Donna orientale     |
| 1940 | China Night                               | Orfana giapponese   |
| 1940 | Toyuki                                    | Liqin, dattilografa |
| 1939 | Byakuran no uta                           | Li Xue Xiang        |
| 1938 | Mi yue kuai che                           | Sposa               |

## Yoshiko Ōtaka nei mezzi di comunicazione

### Film su di lei
- La Fuji Television ha prodotto un film commemorativo nel 1989, intitolato Sayonara Ri Kouran, nel quale ha recitato Yasuko Sawaguchi.
- In Cina è stato prodotto, nel 2006, un film in due parti intitolato Ri Kouran, che racconta la prima parte della sua vita e in cui recita Aya Ueto. Il film è stato trasmesso in Giappone sulla TV Tokyo l'11 e il 12 febbraio 2007.
- Il regista giapponese Hirokazu Koreeda sta dirigendo un lungometraggio basato sulla sua storia[5].

### Altrο
- Il romanzo The China Lover, di Ian Buruma, è un racconto romanzato della sua vita[6].
- È stata usata come ispirazione per un personaggio nella serie di anime/videogiochi Sakura Wars, il cui nome è pronunciato nello stesso modo ma scritto con dei kanji diversi.